# Never Mind the Buzzcocks
Never Mind the Buzzcocks é um game show temático de música, atualmente apresentado por Rhod Gilbert. Com Phill Jupitus e Noel Fielding (desde 2009) como capitães dos times. O programa é produzido pela Talkback Thames para a BBC, e vai ao ar na BBC Two. O nome do programa é uma brincadeira com o nome do álbum Never Mind the Bollocks, da banda de punk rock Sex Pistols, e com a banda de pop punk, Buzzcocks.
O programa é reconhecido pelo seu humor sarcastico, que provoca diversos ataques a indústria da música.

## Formato
O programa é dividido em quatro rodadas. A primeira consiste em perguntas para os times sobre um ou mais artistas, sempre sobre algum fato estranho ocorrido.
A segunda rodada é a Intros Round, onde dois membros de cada time recebe duas músicas cada, e ambos devem fazer a capella o som dos instrumentos do começo das músicas.
A terceira rodada costuma ser a Identity Parade, onde cada time deve adivinhar qual é o artista que fez sucesso no passado, mas não estar mais mídia, dentre cinco opções. Sempre é apresentado um vídeo com o artista para a platéia e publico de casa, tornando mais difícil para o participantes.
A quarta e última rodada é a Next Lines, onde o apresentador fala uma parte da letra de uma música, os participantes devem completa com próxima parte. Normalmente são escolhidas músicas dos artistas convidados, mas ainda assim a maioria não consegue acertar.